# Майкл Віннер
Майкл Роберт Віннер англ. Michael Robert Winner (30 жовтня 1935 — 21 січня 2013) — британський кінорежисер.
За своє життя Віннер зняв понад 30 фільмів, найпопулярнішою з яких стала «Жага смерті» з Чарльзом Бронсоном у головній ролі та «Скорпіон».
У фільмах Майкла Віннера грали такі відомі актори як Марлон Брандо і Софі Лорен.
Останніми роками Віннер працював ресторанним критиком у виданні Sunday Times.
Минулого літа Віннер повідомив, що у нього хвора печінка, і що, за словами лікарів, жити йому залишилося не більше 18 місяців.